# Julian Lage
Julian Lage (Santa Rosa, 25 dicembre 1987) è un chitarrista e compositore statunitense di musica jazz.

## Discografia

### Album in studio
- 2009 - Sounding Point (EmArcy)
- 2011 - Gladwell (EmArcy)
- 2014 - Avalon con Chris Eldridge (Modern Lore)
- 2014 - Room con Nels Cline (Mack Avenue)
- 2015 - World's Fair (Modern Lore)
- 2016 - Arclight (Mack Avenue)
- 2017 - Mount Royal con Chris Eldridge (Free Dirt)
- 2018 - Modern Lore (Mack Avenue)
- 2019 - Love Hurts (Mack Avenue)
- 2021 - Squint (Blue Note)
- 2022 - View with a Room (Blue Note)
- 2024 - Speak To Me (Blue Note)